# Arroyo Pintado Grande
El arroyo Pintado Grande es un curso de agua uruguayo que recorre el departamento de Artigas. Nace en la cuchilla Yacaré Cururú, cerca de la localidad de Tres Cerros del Catalán y desemboca en el río Cuareim. Pertenece a la Cuenca del Plata.